# Praia da Joaquina

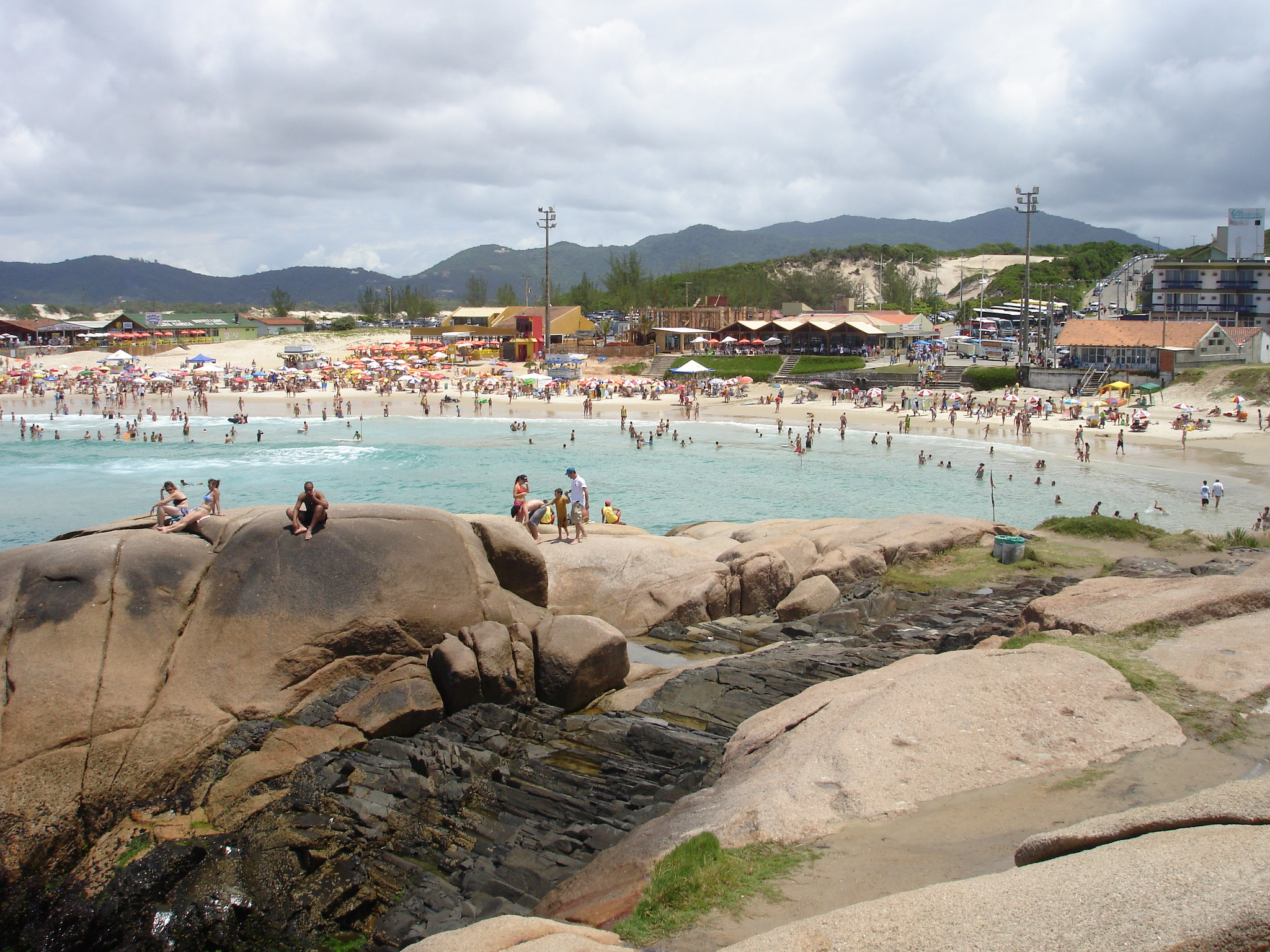
Het strand van Joaquina

Praia da Joaquina of Joaca is een strand ten oosten van het eiland Santa Catarina aan de Atlantische Oceaan. Het is gelegen in de buurt Lagoa da Conceição van de gemeente Florianópolis in het zuiden van Brazilië. Het strand is 3 kilometer lang en de breedte varieert van 8 tot 70 meter. Het ligt op een afstand van 15 kilometer van het centrum van Florianópolis.
Het strand heeft zijn naam sinds 1975 en is mogelijk vernoemd naar Dona Joaquina. Voor die tijd hoorde het strand bij Praia do Campeche.
In de jaren 70 werd het strand ontdekt door Braziliaanse surfers, later ook door buitenlandse surfers. Hedendaags wordt het strand nog steeds veel bezocht door surfers. Naast surfen en genieten op het strand, kun je er ook zandborden op de hoge duinen die grenzen aan het strand.